# شيهم جنوب إفريقيا
شيهم جنوب أفريقيا (الاسم العلمي: Hystrix africaeaustralis) ينتشر هذا النوع على نطاق واسع من شمال إلى جنوب إفريقيا. لا توجد تهديدات رئيسية لهذا النوع، وقد استفاد من التنمية الزراعية مسببًا المشاكل للمزارعين حيث يتطفل على المحاصيل الجذرية، البطاطا، الفول السوداني والذرة.